# Киллер 2
«Киллер 2» (пол. Kiler-ów 2-óch) — польская криминальная комедия режиссёра Юлиуша Махульского. Премьера состоялась 1 августа 1999 года.

## Сюжет
Продолжение фильма Киллер Ю. Махульского.
Бывший таксист Ежи Килер («Киллер»), с целью помочь бюджету страны, создаёт благотворительный фонд. Вскоре он становится популярным общественным деятелем, заводит знакомства и дружбу с Папой римским, Клинтоном, знаменитыми журналистами, играет в теннис с президентом страны. В это же время влиятельный бандит Щара подсылает к нему платного убийцу — Шакала — и нанимает двойника Ежи — кубинского полковника Хосе Аркадио Моралеса. Одновременно с этим из тюрьмы выходит бывший сенатор Липский. Начинается погоня на опережение за Килером…

## В ролях
- Цезарий Пазура — Ежи Килер и полковник Хосе Аркадио Моралес,
- Януш Ревиньский (Janusz Rewiński) —  Стефан «Сяра» Сяжевский, бандит,
- Ежи Штур — комиссар полиции Рыба,
- Малгожата Кожуховская — Эва, невеста Ежи Килера,
- Катажина Фигура — жена бандита «Щары»,
- Ян Махульский — Зенон, генерал полиции,
- Ян Энглерт — сенатор Липский,
- Иоланта Фрашинская (Jolanta Fraszyńska) — Альдона «Доннa» Липская, дочь сенатора,
- Кшиштоф Кершновский — Узкий,
- Анджей Грабарчик (Andrzej Grabarczyk) — президент,
- Габриела Ковнацкая — жена президента,
- Мариан Глинка — шеф охраны президента,
- Витольд Пыркош — ксёндз,
- Сильвестер Мацеевский — директор банка,
- Марек Кондрат — директор тюрьмы,
- Стефан Фридман — старший сержант Овчарек / Збиг,
- Юлиуш Махульский (эпизод) и др.

## Творческий коллектив
- Режиссёр: Юлиуш Махульский
- Оператор: Гжегож Кучеришка
- Сценарист: Юлиуш Махульский, Рышард Заторский (Ryszard Zatorski)
- Продюсер: Юлиуш Махульский, Яцек Бромский (Jacek Bromski)
- Монтажёр: Ядвига Заицек (Jadwiga Zajicek)
- Композитор: Куба Сенкевич (Kuba Sienkiewicz), ансамбль «Электрические гитары»
- Сценография: Моника Сайко-Градовская (Monika Sajko-Gradowska)
- Звукооператор: Марек Вронко (Marek Wronko)

## Награды
- 1999 — Фестиваль комедийных фильмов в Любомеже — Золотой Гранат / Złoty Granat.
- 2000 — Польская кинопремия «Орёл» в номинации «За лучший звук».
- 2000 — Польская кинопремия «Орёл» в номинации «За лучший монтаж».